# María Luisa Sanjurjo de Oza
María Luisa Sanjurjo de Oza (Vigo, 4 de diciembre de 1893 - septiembre de 1949) fue una pianista y compositora española.

## Trayectoria
Hija de Francisca Oza López-Baro y Benito Sanjurjo Ramírez de Arellano, que había estudiado arquitectura en París y fue promotor de viviendas diseñadas en los estudios de Michel Pacewicz o Jenaro de la Fuente Domínguez. Era la mayor de cuatro hermanos de una familia con gran afición musical. En su casa eran habituales las veladas musicales. Estudió piano en Vigo con Eduardo Villanueva, subdirector de la banda municipal, y con su hijo Manrique, primer premio de piano en el conservatorio de Madrid en 1904. Estudió por libre en Madrid los primeros cursos y más tarde se instaló con su familia en la capital cuando su hermano ingresó en la escuela militar de Toledo.

En 1913 finalizó sus estudios de piano como alumna predilecta de José Tragó (profesor de piano de Joaquín Turina y Manuel de Falla) y obtuvo el premio extraordinario  en la convocatoria de 1914. También acabó sus estudios de Armonía con Valentín Arín . Según el testimonio de su sobrina, la poeta María do Carme Kruckenberg, "Estudiaba ocho horas diarias, por eso llegó donde llegó".
El año que terminó sus estudios compuso su obra Miña Terra, que fue interpretada en versión banda por la Banda Municipal de Vigo bajo la dirección de su director Mónico García de la Parra, recién llegado.
Inició una incipiente carrera como pianista y realizó conciertos en 1914 en Vigo y en 1916 en Madrid siendo parte del público la Infanta Isabel, mecenas de la música en España, con excelentes críticas en la prensa y el apoyo del pianista Pepito Arriola. Por estos éxitos, fue requerida por el Ateneo de Madrid y otros centros artísticos. Sin embargo, no contaba con el permiso paterno requerido ya que su padre consideraba la dedicación profesional como una "humillación" y solo permitía su presencia en eventos benéficos. Fue en esta época cuando le dio clases de piano a Sofía Novoa.
Tras el final de la Primera Guerra Mundial, se fue a vivir a París con unos familiares para continuar su educación. Regresó a Madrid en 1924, ya fallecido su padre, y trató de retomar su actividad musical. Compuso el pasodoble Faro de Vigo y ofreció un concierto benéfico en el teatro de la comedia interpretando el Concierto de Bach de August Stradal, el Allegro de Concierto de Enrique Granados, un Preludio de Frédéric Chopin, Chisperos de Pedro Blanco López, San Francisco de Paula caminando sobre las olas de Franz Liszt y la Polonesa de Ignacy Jan Paderewski. Se instaló en Vigo como profesora de piano y se casó en agosto de 1927 con el abogado republicano gallego Roberto González Pastoriza.

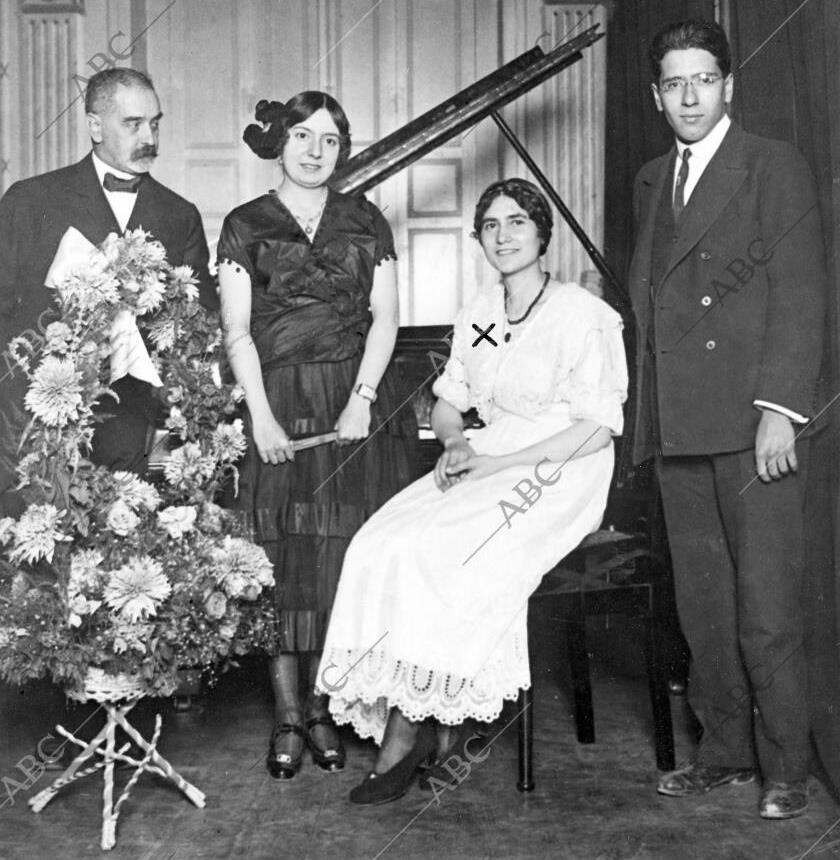
M.ª Luisa Sanjurjo con Pepito Arriola en 1916.

Tras su matrimonio, dejó definitivamente de tocar en público y, poco después del nacimiento de su segundo hijo, comenzó a desarrollar los síntomas de la miastenia grave. Comenzó con una ligera cojera y empeoró de una manera muy dolorosa. La función muscular se estaba deteriorando hasta el punto de impedirle tragar y se acompañaba de fuertes dolores de cabeza y una enorme sensibilidad al sonido que le impedía tocar el piano.
Murió en septiembre de 1949, a la edad de 55 años. Fue enterrada en el cementerio de Pereiró.

## Obras
- Miña Terra (1913).[8]
- Faro de Vigo, pasodoble (1924).[9]